# Matsucoccus californicus
Matsucoccus californicus är en insektsart som beskrevs av Morrison 1939. Matsucoccus californicus ingår i släktet Matsucoccus och familjen pärlsköldlöss. Inga underarter finns listade i Catalogue of Life.